# Táhir II
Táhir ibn Abdalah o Táhir II (muerto en 862) fue el gobernador tahirí de Jorasán desde 844 hasta 862.
Durante el reinado de su padre, Abdalah, Táhir fue enviado a las estepas del norte con el fin de mantener a los turcos Oghuz a raya; probablemente recibió asistencia de los samánidas en esta empresa. Cuando Abdalah murió en 844, el califa al-Wáthiq originalmente nombró a otro tahirí, Ishaq ibn Ibrahim ibn Mus'ab, como su sucesor en Jorasán, pero luego revirtió esta decisión y confirmó a Táhir como gobernador.
Poco se sabe sobre el reinado de Táhir, solo que hubo disturbios en algunas de las provincias periféricas. Sistán, por ejemplo, se perdió cuando el líder ‘ayyar Salih ibn al-Nadr llevó a cabo una revuelta contra el gobierno de Táhir y tomó el poder allí él mismo. Táhir murió en 862; su testamento declaró que su joven hijo Muhámmad le debía suceder como gobernador, y esto fue honrado por el califa.